# Mostela tropical
La mostela tropical (Neogale africana) és una espècie de mamífer pertanyent a la família dels mustèlids. Malgrat el seu nom científic, no es troba a Àfrica, sinó a la conca del riu Amazones al Brasil, l'Equador, el Perú, el sud de Colòmbia i el nord de Bolívia.

## Subespècies
- Neogale africana africana (Desmarest, 1818).[3]
- Neogale africana stolzmanni (Taczanowski, 1881).[4][5] Es troba a Sud-amèrica.[6]